# Bodian meksykański
Bodian meksykański (Bodianus diplotaenia) – gatunek ryby z rodziny wargaczowatych.

## Występowanie
Zach. Pacyfik od wyspy Guadalupe i Zatoki Kalifornijskiej na płn. po Chile na płd. oraz Wyspa Kokosowa, Malpelo, archipelagi Revillagigedo oraz Galapagos.
Żyje samotnie lub w niewielkich grupach wśród skał lub koralowców, czasem również nad dnem piaszczystym wśród roślinności, na głębokości 5 - 18 (max. 76) m.

## Cechy morfologiczne
osiąga max. 76 cm długości (zwykle 45 cm) i 9 kg wagi. Ciało dość wysokie i bocznie spłaszczone. Głowa duża, pysk spiczasty. Zęby spiczaste, nieco powiększone i skrzywione, po dwie pary z przodu każdej szczęki. Na dolnej części pierwszej pary łuków skrzelowych 12 - 13 wyrostków filtracyjnych. W płetwie grzbietowej 12 twardych promieni, jej dalsze promienie oraz promienie płetwy odbytowej tworzą nitkowate płaty.
Młode osobniki czerwone lub czerwonobrązowe, samice z dwoma podłużnymi czarnymi pasami. bardzo duże osobniki niebieskie z pionową, żółtą pręga tuż za końcem płetwy grzbietowej.

## Odżywianie
Żywi się krabami, wężowidłami, mięczakami (małże, ślimaki), jeżowcami, rybami i wieloszczetami.
Aktywny w dzień, noc spędza ukryty w szczelinach skalnych. 
Wrogami są rogatnicowate, najeżkowate i rozdymkowate.

## Rozród
Młode osobniki są samicami, później niektóre stają się samcami. Zmiana płci następuje powyżej pewnej wielkości i może mieć podłoże genetyczne lub nastąpić z powodu braku samców. Samce bronią swoich tymczasowych terytoriów rozrodczych, podczas tarła poszczególne osobniki dobierają się w pary. Jajorodny.

## Znacznie
Hodowany w akwariach.